# Trochoideus cruciatus
Trochoideus cruciatus is een keversoort uit de familie zwamkevers (Endomychidae). De wetenschappelijke naam van de soort werd in 1825 gepubliceerd door Johan Wilhelm Dalman.